# Rudolph Cleveringa

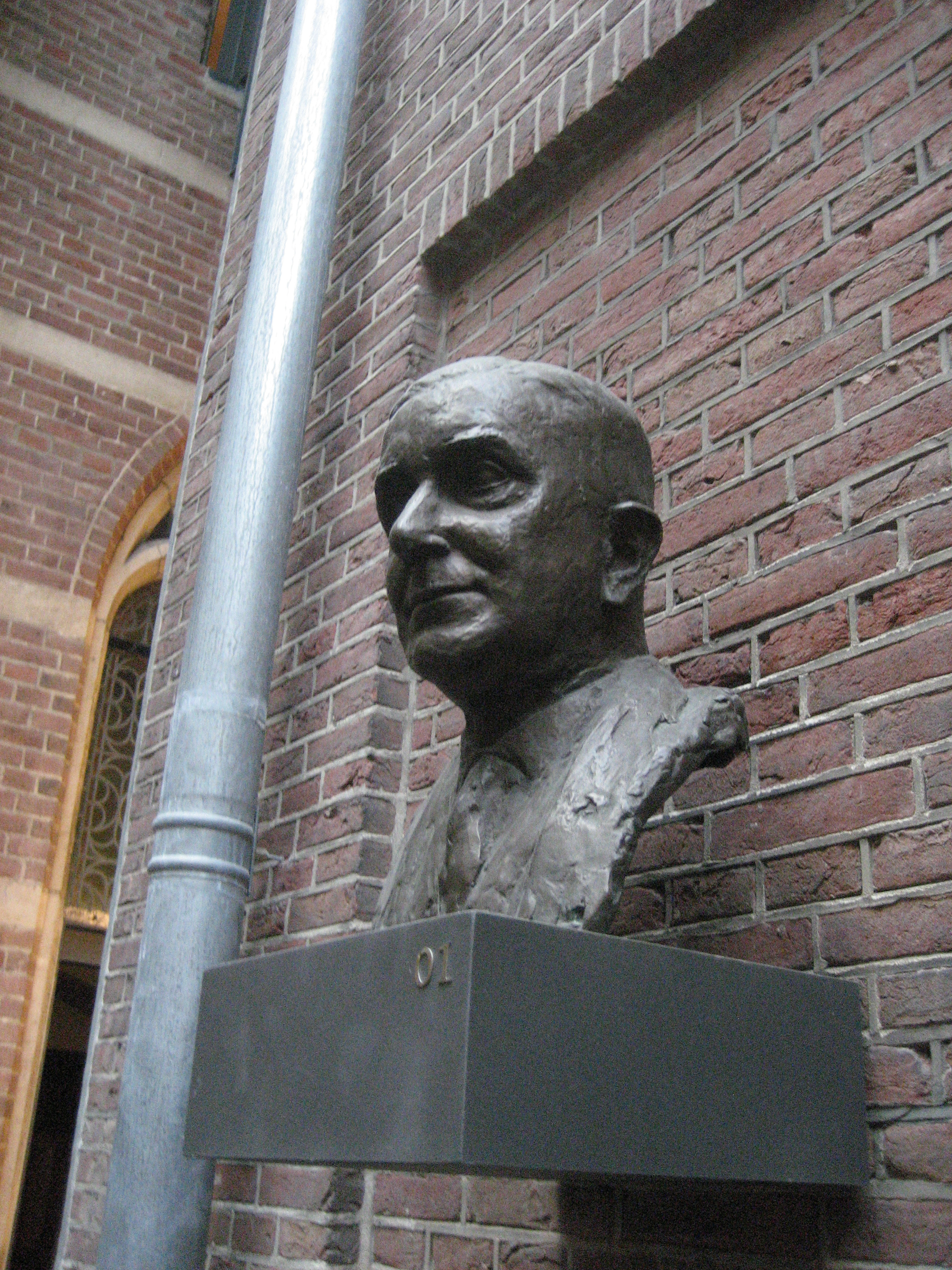
Büste von Rudolph Cleveringa an der Universität Leiden

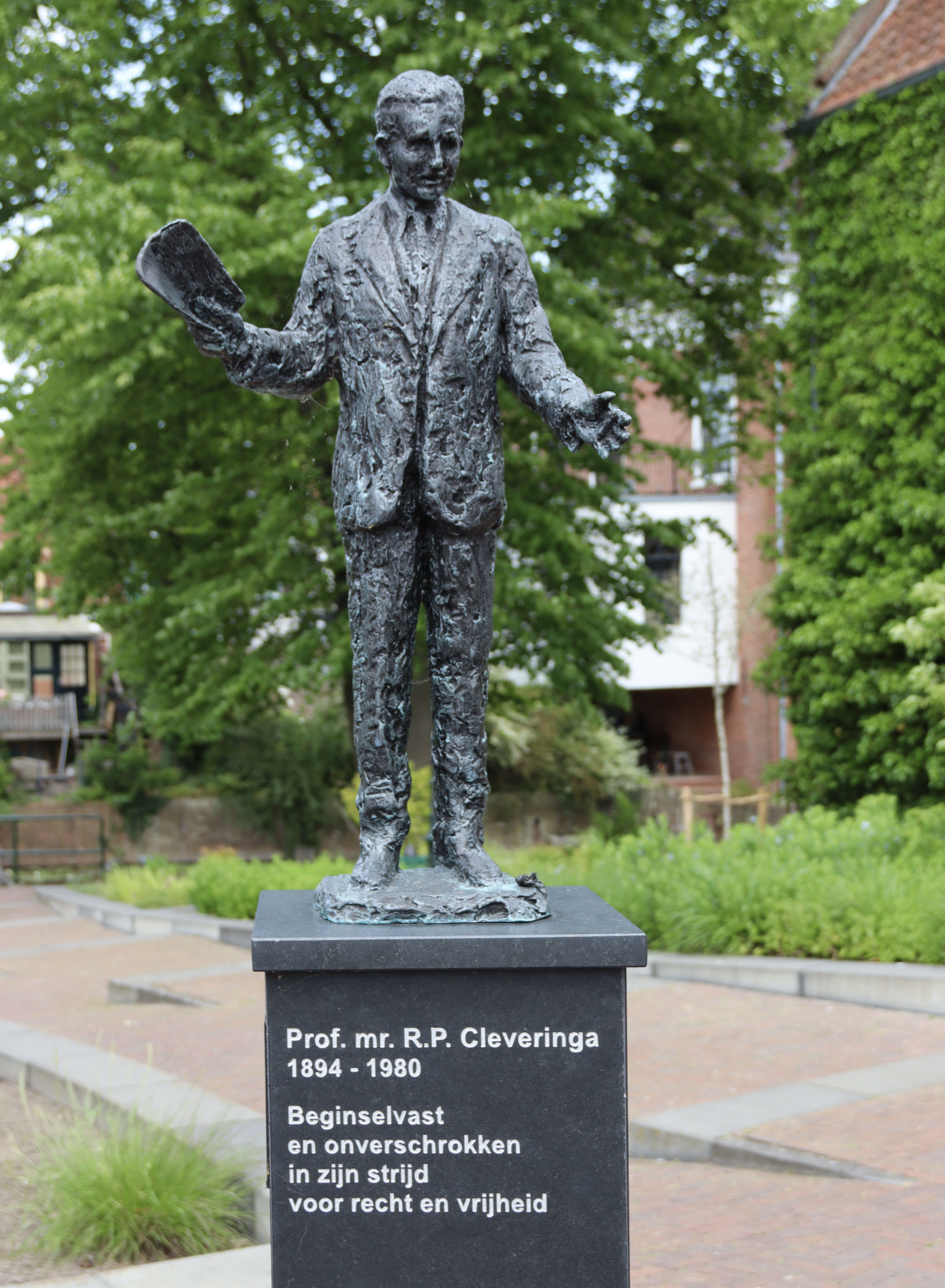
Denkmal von Rudolph Cleveringa in seiner Geburtsstadt Appingedam

Rudolph Pabus Cleveringa (* 2. April 1894 in Appingedam; † 15. Dezember 1980 in Oegstgeest) war ein Hochschullehrer für Jura an der Universität Leiden. Er wurde bekannt durch seine Rede am 26. November 1940, in der er öffentlich gegen die Abberufung jüdischer Kollegen durch die deutschen Besatzungsbehörden protestierte.

## Jugend und Ausbildung
Rudolph Pabus war der einzige Sohn des Advokaten und späteren Richters Jacobus Pieters Cleveringa (* 17. Juli 1863 in Appingedam; † 17. Januar 1932 in Amsterdam) und dessen Frau Ludgerdina Catharina Lucretia Schleurholts (* 18. August 1867 in Bedum; † 2. April 1942 in Haarlem). Seine Jugend verbrachte er ab dem vierten Lebensjahr in Heereveen, wo er eine tiefe Freundschaft mit dem späteren niederländischen Außenminister Eelco van Kleffens schloss. Nach dem Besuch der höheren Bürgerschule in Groningen, immatrikulierte er sich am 17. September 1913 an der Universität Leiden, um ein Studium der Rechte zu absolvieren. Nachdem er sein juristisches Examen und am 27. Juni 1917 sein Doktoralsexamen abgelegt hatte, promovierte er am 16. Januar 1919 mit dem Thema De zakelijke werking der ontbindende voorwaarde (deutsch: Die geschäftliche Wirkung der entbindenden Bedingung) cum laude zum Doktor der Rechte.

## Arbeit und Widerstand
Von 1917 bis 1919 arbeitete Cleveringa in einem Betrieb für Eisen und Stahl, anschließend für die Koninklijke Nederlandsche Stoomboot Maatschappij. In dieser Zeit veröffentlichte er zahlreiche Artikel zum Seerecht und schrieb weite Teile eines neuen Handbuchs zum Thema, das 1927 in Zwolle erschien. In späteren Jahren war er maßgeblich an der Herausgabe von Handbüchern zum niederländischen Zivilrecht beteiligt.
1926 wurde er Richter am Gericht von Alkmaar und erhielt am 31. Oktober 1927 eine Berufung auf die Professur für Handels- und Zivilrecht an die Universität Leiden, eine Aufgabe, die er am 7. Dezember desselben Jahres mit der Einführungsrede Zeerechtelijke Bijzonderheden (deutsch: Seerechtliche Besonderheiten) antrat. Dort hielt er am 26. November 1940 in seiner Eigenschaft als Dekan der Juristischen Fakultät mit der Unterstützung seines Kollegen Ben Telders eine flammende Rede, in der er öffentlich gegen die Absetzung seines Mentors und Doktorvaters Professor Eduard Meijers und anderer jüdischer Kollegen, wie zum Beispiel Martin David, durch die deutschen Besatzungsbehörden protestierte. Dabei enthielt er sich bewusst jeglicher politischer Argumente und ging auch nicht auf die jüdische Herkunft Meijers’ ein, sondern betonte dessen wissenschaftliche Verdienste. Der Saal war voll besetzt, und die Rede wurde über Lautsprecher nach draußen übertragen. Anschließend sangen die Anwesenden die niederländische Nationalhymne Wilhelmus, viele weinten. Noch am selben Abend machte eine Gruppe von Studenten Kopien der Rede und verteilte sie an anderen Universitäten.
Cleveringa und seine Frau waren sich des Risikos bewusst, das er einging, und er hatte schon seinen gepackten Koffer zuhause in den Flur gestellt. Am Tag darauf wurde er verhaftet und bis zum Sommer 1941 im Oranjehotel in Scheveningen inhaftiert. Die Studenten begannen daraufhin einen Streik, und die Universität Leiden wurde geschlossen; sie nahm erst nach Kriegsende ihren Betrieb wieder auf. 1944 wurde Cleveringa erneut verhaftet und in das KZ Herzogenbusch überstellt. Nach seiner Entlassung im Juli 1944 wurde er eines von anfänglich fünf Mitgliedern des College van Vertrouwensmannen, eines von der niederländischen Exilregierung in London benannten Gremiums, das im Falle der Befreiung die Regierung bis zu deren Rückkehr vertreten sollte.

## Nach dem Krieg

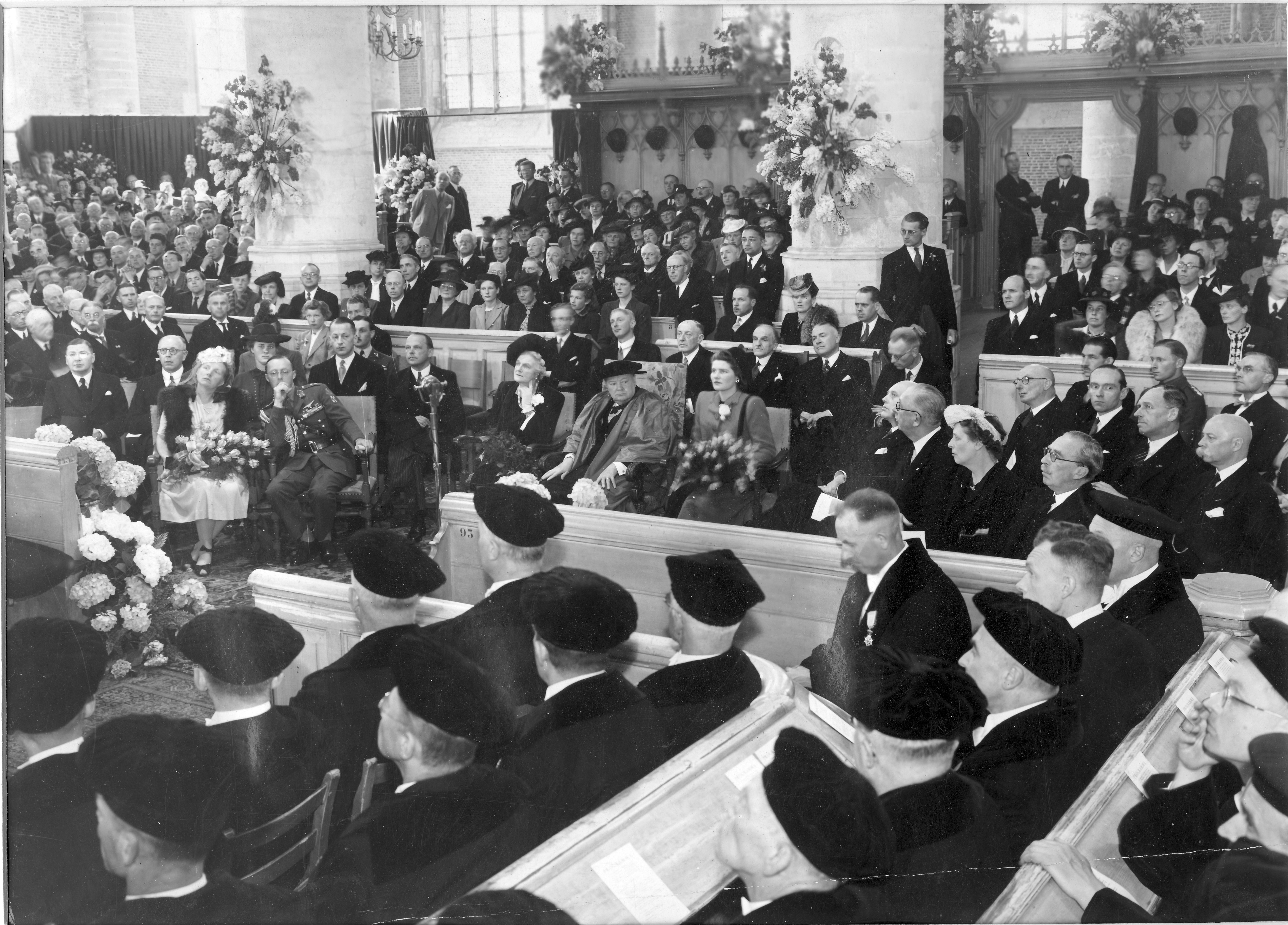
Verleihung der Ehrendoktorwürde an Winston Churchill in Leiden (1946)

Nach dem Krieg kehrte Cleveringa – ebenso Professor Meijers, der im KZ Theresienstadt gewesen war – an die Uni Leiden zurück. Im Akademiejahr 1946/47 wurde er Rektor der Leidener Alma Mater, in welcher Eigenschaft er Winston Churchill die Ehrendoktorwürde der Hochschule verlieh und zum 372-jährigen Bestehen der Leidener Bildungsanstalt am 10. Februar 1947 in seiner Rektoratsrede den Artikel 517 des niederländischen Handelsgesetzbuches behandelte. 1958 wurde er emeritiert; bis 1963 war er Mitglied des Raad van State und diente als außerordentlicher Staatssekretär.

## Ehrungen

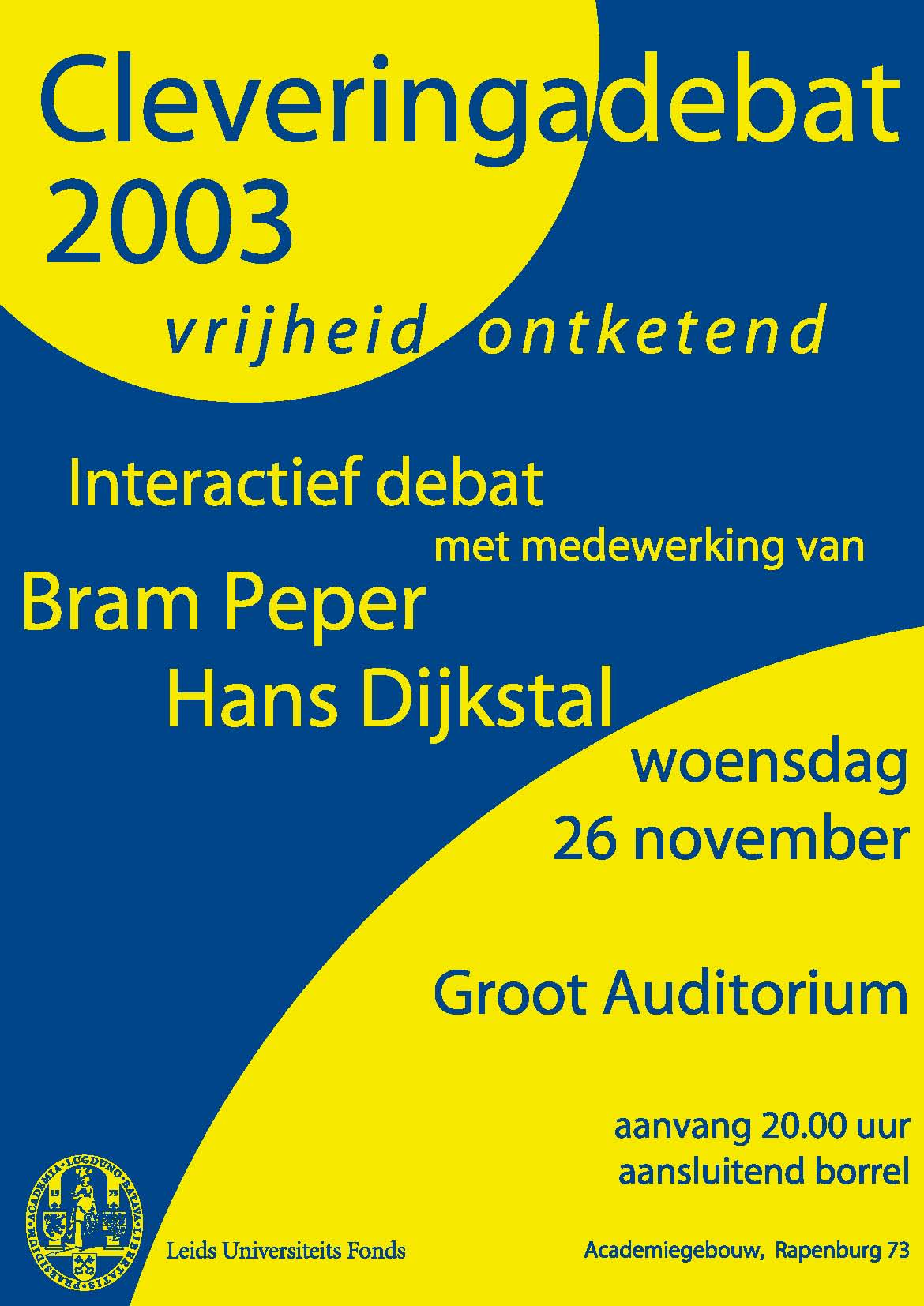
Plakat der Cleveringa-Debatte 2003

Cleveringa wurde 1949 Ritter des Ordens vom niederländischen Löwen
und 1963 Großoffizier des Ordens von Oranje Nassau. 1946 wurde er Mitglied der königlich niederländischen Akademie der Wissenschaften und erhielt das Ehrendoktorat der Universität Gent. 1953 wurde Rudolph Cleveringa von der US-amerikanischen Regierung mit der Medal of Freedom geehrt. 1970 richtete die Universität Leiden zu seinen Ehren einen Lehrstuhl ein, der seitdem jährlich neu besetzt wird. Der Fokus dieser Professur liegt auf den Themen Gerechtigkeit, Freiheit und Verantwortung. Im Jahre 2013 wurde der Lehrstuhl mit dem kanadischen Historiker Michael Ignatieff besetzt, 2014 folgte ihm die US-amerikanische Historikerin Carol Gluck. Um den 26. November herum werden an mehreren Orten in den Niederlanden und weltweit Cleveringa-Treffen abgehalten, die dazu dienen, die Beziehungen zwischen der Universität Leiden und ihren internationalen Alumni aufrechtzuerhalten und zu stärken.
Im Jahre 2004 wurde Cleveringa von den Lesern der Leidener Uni-Zeitschrift Mare zur „bedeutendsten Person der Universität Leiden“ gewählt. Ein Platz in Leiden ist nach ihm benannt.

## Familie
Cleveringa verheiratete sich am 22. August 1922 in Den Haag mit Hiltje Boschloo (* 22. April 1898 in Schoterland; † 8. Juni 1988 in Warmond), die Tochter von Engbert Philippus Boschloo (* 5. August 1870 in Aengwirden; † 5. November 1953 in Den Haag) und dessen Frau Trijntje Pothaar 1872 (* 15. August 1872 in Rotterdam). Aus der Ehe stammen drei Töchter. Von diesen kennt man:
- T. Cleveringa verh. Juli 1952 in Leiden A. J. Snaaijer
- Lutgerdina Afina (Dien) Cleveringa (* 29. August 1926 in Alkmaar; † 16. Juni 2015 in Oegstgeest) verh. 18. Oktober 1951 in Leiden mit Pieter Barendsen
- Hiltje Cleveringa (* 24. September 1930 in Leiden; † 16. November 2021) verh. 23. November 1954 in Leiden Theophile Bonne ten Kate (* 10. Juni 1931 in Rotterdam)

## Werke (Auswahl)
- De zakelijke werking der ontbindende voorwaarde. Leiden 1919
- Zeerechtelijke bijzonderheden. Zwolle 1927
- Ontwikkelingslijnen van het rechtsbestel der stad Appingedam, in het bijzonder vóór de 18de eeuw. Groningen 1928
- Het nieuwe zeerecht. Zwolle 1927, 1931, 1946
- Het Nederlandsch wetboek van burgerlijke rechtsvordering verklaard en door formulieren toegelicht. Gouda 1934 (Mitherausgeber)
- Overrechters in stad en lande. Groningen 1941
- De ontwikkeling van het kort geding in Nederland. Brüssel 1949
- De Brusselse zeerechtconferentie 1957. Den Haag, 1958
- Zeerecht. Zwolle 1961
- Vorwort zu: Henri Pieck "Buchenwald": reproducties naar zijn teekeningen uit het concentratiekamp. Den Haag 1945